# Basem
Basim o Basem (àrab: باسم, Bāsim) és una revista infantil de còmics publicada per la Saudi Research & Publishing Company des del 15 de setembre de 1987. És una de les revistes per a públic jove més reeixides del món àrab.
Entre els autors que hi publiquen, hi trobem Mohamed Abdelhadi, Michael Maloof, Ali Anwar, Mohamed Tawfik o Adham Fawaz, que treballen per al Basim Studio de Guiza, Egipte. L'estudi no només treballa en còmic, sinó també en animació. El 2012 va ser objecte d'una exposició al Caire.